# Betil

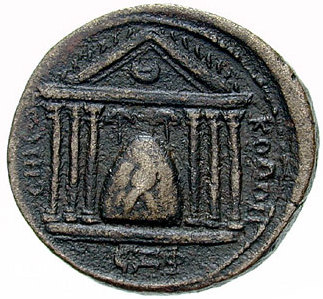
Moneda representativa del temple del déu solar Elagàbal, a Emesa, i el seu «betil».

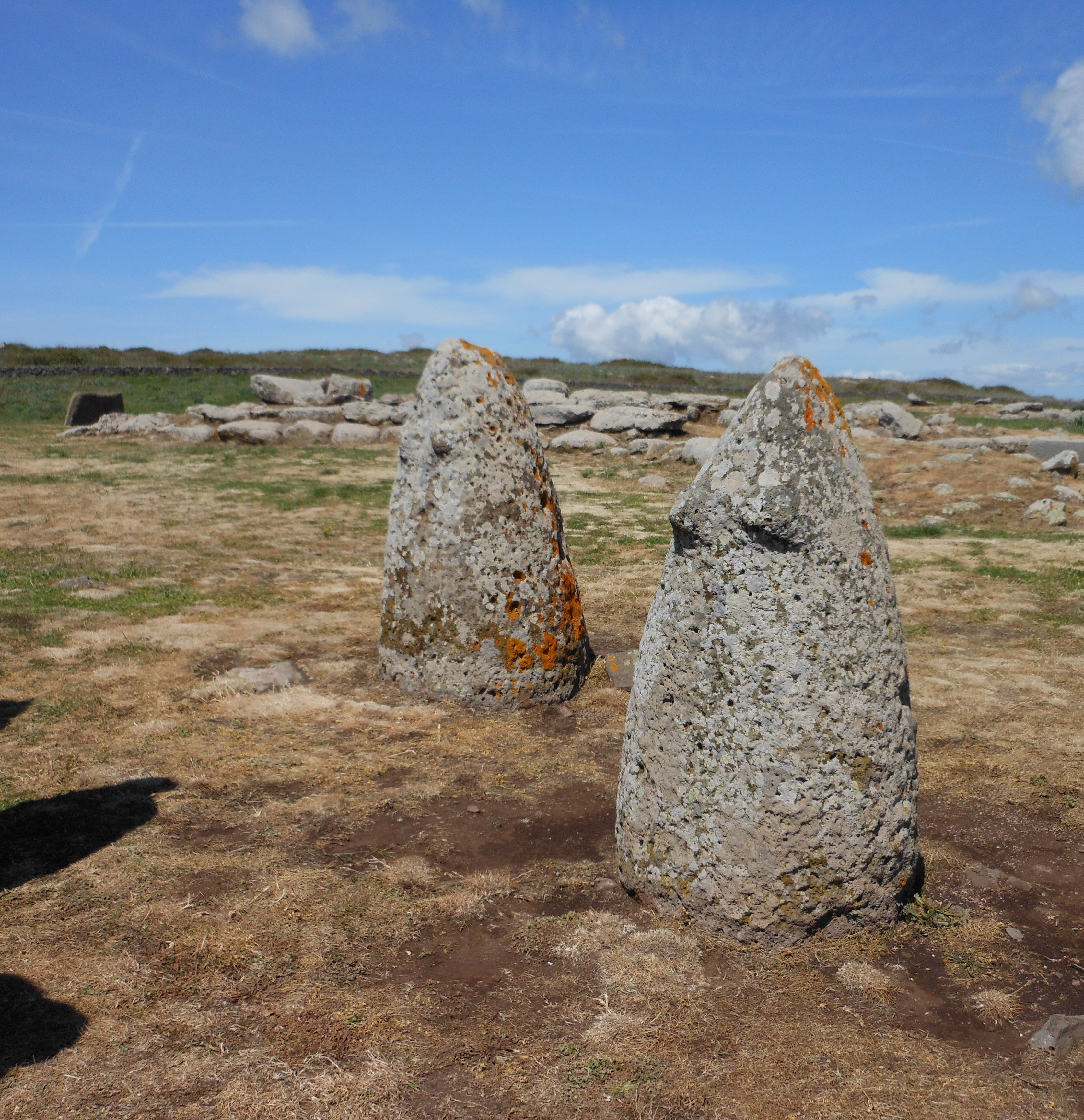
Betils antropomorfs femenins al jaciment nuràgic de Tamuli (Macomer, Sardenya)

Un betil (del llatí: baetylus, i aquest del grec antic: βαίτνλος, báitylos, potser derivat de l'hebreu Bet El , ‘casa de Déu’) és una pedra objecte d'adoració a l'Orient Pròxim.
En l'edat antiga la pràctica de l'adoració de pedres estava estesa per tot el Llevant mediterrani i eren considerades la llar d'un déu (El). En queda constància a la Bíblia, en què els profetes condemnen l'adoració de pedres. Hi havia betils a Biblos i a Tir, i a Emesa el déu sol Elagàbal era venerat com una pedra cònica negra. La dea mare Cíbele de Frígia era adorada també com una pedra, probablement un meteorit. Es considera probable que els obeliscs de l'antic Egipte fossin originàriament betils. Els musulmans encara conserven una pedra meteorit al santuari de la Kaba, a la Meca.
Fora de l'Orient Mitjà, altres betils notables són l'Òmfal de l'Oracle de Delfos, a Grècia, o els moai de l'Illa de Pasqua.
També es consideren betils les pedres dretes de Sardenya que la cultura dels nurags disposava al voltant dels monuments funeraris anomenats tombes de gegants. Aquests betils són menhirs amb caràcters antropomorfs: fal·lus, mamelles o ulls estilitzats. Se'n troben de comparables, probablement derivats, al sud de Còrsega.
No és clar si les pedres eren considerades déus per si mateixes o representacions dels déus.